# ニック・ディヴァージリオ
ニック・ディヴァージリオ（Nick D'Virgilio、1968年11月12日生まれ）は、よくNDVとも呼ばれるアメリカのドラマーであり、マルチ奏者でもあり、プログレッシブ・ロック・バンド、スポックス・ビアードのメンバーとして最もよく知られている。彼はまたアルバム『コーリング・オール・ステーションズ』で、ジェネシスのフィル・コリンズの後任として選ばれた2人のドラマーのうちの1人でもあった。また、ティアーズ・フォー・フィアーズやミステリーを含む多くのアーティストとセッションを行い、ビッグ・ビッグ・トレインの公式メンバーとなっている。

## 略歴
ディヴァージリオは、1990年代初頭にバンドが始まって以来、スポックス・ビアードのドラマーであった。メンバーのニール・モーズが2002年に脱退した後、ディヴァージリオはリード・ボーカルを引き継ぎ、ライブ・パフォーマンスにおけるフロントマンとなった。このラインナップになってから2011年にディヴァージリオが脱退するまでに、スポックス・ビアードは4枚のアルバム『Feel Euphoria』『Octane』『スポックス・ビアード』『X』という作品をレコーディングした。
1994年、ディヴァージリオは、「Progfest '94」でジェネシスの作品『眩惑のブロードウェイ』を1回限りのパフォーマンスで演奏するためにケヴィン・ギルバートが再編したバンド「Giraffe」に加わった。1995年、ギルバートのツアー・バンドである「Thud」の一員としてドラムを演奏し、1999年にリリースされたライブ・アルバム『Live at the Troubadour』を録音している。1999年のギルバートの死後、ディヴァージリオは、現存するテープとギルバートのメモに基づき、彼の2枚目のソロ・アルバムとなる『The Shaming of the True』を完成してもらえないかとギルバートの遺産管理人から尋ねられた。『The Shaming of the True』は彼の死後の2000年にリリースされ、ディヴァージリオはドラム、パーカッション、ベース、ギター、キーボード、バック・ボーカルなどに貢献し、数多くのトラックでその演奏が使用されている。2002年11月、ディヴァージリオはカリフォルニア州クレアモントの「Progwest」のヘッドライナーを務め、ギルバートの友人や同僚で構成されるバンドでアルバム『The Shaming of the True』全曲をライブ演奏した。2008年、トルバドールでのコンサートのビデオテープが初めて公開され、DVD『Welcome to Joytown – Thud Live at The Troubadour』として2009年にリリースされた。
プログレッシブ・ロック・バンド、ジェネシスの生涯にわたるファンであるディヴァージリオは、1997年のアルバム『コーリング・オール・ステーションズ』でドラムのフィル・コリンズに代わって演奏する機会をバンドから与えられた。ディヴァージリオは、アルバム制作中にニア・Zとパーカッションの職務を分け合った。
ディヴァージリオは、2001年から2004年までマイク・ケネリー・バンドの正式メンバーを務め、ケネリーの2000年のアルバム『ダンシング』をサポートするツアーで演奏し、後に2004年のアルバム『Dog』でドラムとボーカルを提供した。『Dog』のスペシャル・エディションには、ライブやスタジオでのメイキング映像が収められている。元のケネリーのドラマー、ジョー・トレヴァースは、次のギター・セラピー・ツアーのために、バンドにおけるディヴァージリオの地位を手に入れた。
ディヴァージリオの最初のソロ・アルバム『Karma』は、2001年にパサデナにあるケヴィン・ギルバートの元スタジオ「Lawnmower and Garden Supplies Studio」で録音された。アルバムには、マイク・ケネリーと、マイク・ケネリー・バンドのディヴァージリオのバンドメイトであるブライアン・ベラーによるパフォーマンスが含まれた。ディヴァージリオは『Karma』と同じスタジオで録音されたベラーのソロ・アルバム『View』のチーフ・エンジニアも務めた。
2003年、ディヴァージリオはフェイツ・ウォーニングのドリーム・シアターとクイーンズライクとのサマーツアーに、マーク・ゾンダーに代わって参加した。ゾンダーの以前の申し出がツアーへの参加を妨げ、ツアーへの参加に対する嫌悪感が報告されたため、2005年リリースのアルバム『FWX』に続くバンドでのツアーにて演奏することをやめることにした。ディヴァージリオはそのアルバムをサポートする少数のギグでのみバンドと演奏し、2006年にリリースされたDVD『Live in Athens』には出演している。ディヴァージリオは、ジョーダン・ルーデスの2007年のアルバム『ザ・ロード・ホーム』にも参加した。
ビッグ・ビッグ・トレインの2007年のアルバム『The Difference Machine』の3曲にゲスト出演した後、『Underfall Yard』（2009年）で「パーマネントゲスト」として招集され、その後、2010年のEP『Far Skies Deep Time』『イングリッシュ・エレクトリック:パート1』 (2012年)、『イングリッシュ・エレクトリック:パート2』 (2013年)、EP『Wassail』 (2015年)、そして最近では『フォークロア』 (2016年)、『グリムスポンド』 (2017年)、『セカンド・ブライテスト・スター』 (2017年)、『グランド・ツアー』 (2019年)においてフル・メンバーとしてバンドに在籍している。
2011年7月26日に、ディヴァージリオは『Pieces』と呼ばれるソロEPをリリースした。彼はカナダのケベック・シティーでショーを行い、リリース日に地元のミュージシャンと一緒にEP全曲を演奏した。
2011年11月18日、ディヴァージリオは、シルク・ドゥ・ソレイユとの仕事のために、スポックス・ビアードを脱退したことを発表した。「これを書くのはとても難しいのですが、良いことはいつか終わるものです。残念ながら、スポックス・ビアードとの私の時間は終わりに近づいていることを伝えなければなりません」。
2014年初頭、ディヴァージリオは「Strattman」のアルバム『The Lie of the Beholder』に参加し、次のように語った。「ロイのレコードのためにドラムを録音するのは、とても楽しかったです。彼が私に彼の新しい音楽の冒険に参加するように頼んでくれたことを本当に光栄に思います。ドラマーの視点から見ると、レコードはすごくノリが良くて、ドラマーが大好きな2つのこと、つまり思いっきりハードに叩くことと、歌に挑戦することをさせてもらいました。本当に全体のプロセスと音楽を楽しみました」。
2016年7月、ディヴァージリオとニール・モーズは、7月2日に「Morsefest」で、次に7月15日にドイツのローレライで開催された「Night of the Prog」で、アルバム『スノー』の2回だけのパフォーマンスでスポックス・ビアードに参加した。
2016年8月、ロック・トリオのザ・フリンジは、セルフタイトルのアルバムをリリースした。このバンドは、ドラムとボーカルにディヴァージリオ、ベースにザ・フラワー・キングスのヨナス・レインゴールド、そしてランディ・マクスタイン（Lo-Fi Resistance）のボーカルとギターをフィーチャーしている。
2018年に、ニック・ディヴァージリオがドラマーとしてスポックス・ビアードに戻り、13枚目のスタジオ・アルバム『ノイズ・フロア - 音華郷』に参加したことが発表された。

## 私生活
ディヴァージリオは、インディアナ州フォートウェインに妻のティファニーと、2人の子供のアンソニーとソフィアと共に住んでいる。

## ディスコグラフィ

### ソロ・アルバム
- Karma (2001年)
- Pieces (2011年) ※EP

### スポックス・ビアード
| スタジオ・アルバム - 『ライト』 - The Light (1995年) - 『ビウェア・オブ・ダークネス』 - Beware of Darkness (1996年) - 『カインドネス・オブ・ストレンジャーズ』 - The Kindness of Strangers (1997年) - 『デイ・フォー・ナイト』 - Day for Night (1999年) - 『V』 - V (2000年) - 『スノー』 - Snow (2002年) - Feel Euphoria (2003年) - Octane (2005年) - 『スポックス・ビアード』 - Spock's Beard (2006年) - X (2010年) - 『ノイズ・フロア〜音華郷』 - Noise Floor (2018年) | ライブ・アルバム - Official Live Bootleg/The Beard is Out There (1996年) - Live at the Whisky and NEARfest (1999年) - Nick 'n Neal live in Europe - Two Separate Gorillas (2000年) ※「From the Vaults, Series 2」 - Don't Try This at Home (2000年) - There and Here (2000年) - The Beard Is Out There-Live (2003年) - Gluttons for Punishment (2005年) - Live (2008年) - Snow – Live (2017年) |

### ビッグ・ビッグ・トレイン
- The Difference Machine (2007年)
- The Underfall Yard (2009年)
- Far Skies Deep Time (2010年) ※EP
- 『イングリッシュ・エレクトリック:パート1』 - English Electric Part One (2012年)
- 『イングリッシュ・エレクトリック:パート2』 - English Electric Part Two (2013年)
- 『メイク・サム・ノイズ』 - Make Some Noise (2013年) ※EP
- 『イングリッシュ・エレクトリック・フルパワー』 - English Electric: Full Power (2013年)
- Wassail (2015年) ※EP
- 『フォークロア』 - Folklore (2016年)
- 『グリムスポンド』 - Grimspound (2017年)
- 『セカンド・ブライテスト・スター』 - The Second Brightest Star (2017年)
- 『グランド・ツアー』 - Grand Tour (2019年)

### ザ・フリンジ
- 『ザ・フリンジ』 - The Fringe (2016年)

### 参加アルバム
- ジェネシス : 『コーリング・オール・ステーションズ』 - Calling All Stations (1997年)
- ニール・モーズ : 『ニール・モーズ』 - Neal Morse (1999年)
- ローランド・オーザバル : 『トムキャット・スクリーミング・アウトサイド』 - Tomcats Screaming Outside (2001年)
- ニール・モーズ : It's Not Too Late (2001年)
- マイク・ケネリー・バンド : A Fair Forgery of Pink Floyd (2003年) (Astronomy Domine)
- マイク・ケネリー・バンド : Dog (2004年)
- フェイツ・ウォーニング : Live in Athens (2005年)
- アマランズ・プライト : 『ヴォイス・イン・ザ・ライト』 - Voice in The Light (2007年)
- Rewiring Genesis : A Tribute to the Lamb Lies Down on Broadway (2008年)
- マーティン・オフォード : The Old Road (2008年)
- フロスト* : 『ザ・フィラデルフィア・エクスペリメント』 - The Philadelphia Experiment (2010年)
- ミステリー : 『ザ・ワールド・イズ・ア・ゲーム』 - The World Is a Game (2012年)
- Cosmograf : The Man Left in Space (2013年)
- Cosmograf : Capacitor (2014年)
- Strattman : The Lie of the Beholder (2014年)
- デイヴ・カーズナー : New World (2014年)
- Cosmograf : The Unreasonable Silence (2016年)
- The Dreaming Street : The Dreaming Street (2016年)
- スティーヴ・ハケット : 『ザ・ナイト・サイレン〜天空の美情』 - The Night Siren (2017年)
- カール・ヴァーヘイエン : Essential Blues (2017年)
- スティーヴ・ハケット : 『アット・ジ・エッジ・オブ・ライト〜光と闇の深淵にて』 - At the Edge of Light (2019年)